# Поплавський Роман Валерійович
Рома́н Вале́рійович Попла́вський — капітан Збройних сил України.

## Нагороди
За особисту мужність і героїзм, виявлені у захисті державного суверенітету та територіальної цілісності України, вірність військовій присязі під час російсько-української війни
- нагороджений орденом Богдана Хмельницького III ступеня (3.1.2015).